# 코르테이요 문화
코르테이요 문화(Cortaillod culture)는 스위스의 신석기 시대에 속하는 고고학적으로 정의된 여러 문화 중 하나이다. 이 지역 서쪽의 코르테이요 문화는 동쪽의 핀 문화와 동시대이며, 기원전 3900-3500년 사이의 기간에 해당한다. 서부 고산 지대의 고전 코르타이요 문화(Classic Cortaillod)와 스위스 중부의 초기 코르타이요 문화(Early Cortaillod)는 기원전 4300-3900년까지 거슬러 올라간다.
개의 뼈와 개 중족골로 만든 펜던트의 빈도가 더 높다는 증거는 이 기간 후반의 서부 지역과 알프스산맥 동부의 초기 호르겐 문화 사이에 개와 인간 사이의 특별한 관계를 시사한다.

## 관련 자료
Schibler, J. 2006. The economy and environment of the 4th and 3rd millennia BC in the northern Alpine foreland based on studies of animal bones. Environmental Archaeology 11(1): 49-64